# Кара Кадърли
Кара Кадърли (на гръцки: Λιθοχώρι, Литохори, катаревуса: Λιθοχώριον, Литохорион, до 1926 година Καρά Κιδαρλή, Кара Кидарли) е бивше село в Гърция, разположено на територията на дем Места (Нестос), административна област Източна Македония и Тракия.

## География
Кара Кадърли е било разположено на 140 m надморска височина в югоизточното подножие на Урвил, северно от Саръшабан.

## История

### В Османската империя
В XIX век Кара Кадърли е турско село в Саръшабанската каза на Османската империя. Съгласно статистиката на Васил Кънчов („Македония. Етнография и статистика“) към 1900 година Кара Кадъли е турско селище и в него живеят 90 турци.

### В Гърция
В 1913 година селото попада в Гърция след Междусъюзническата война. През 20-те години турското му население се изселва по споразумението за обмен на население между Гърция и Турция след Лозанския мир и на негово място са заселени 52 семейства гърци бежанци със 195 души. В 1926 година името му е сменено на Литохори.
Българска статистика от 1941 година показва 900 жители.
Селото се разпада през 70-те години.
| Година    | 1913 | 1920 | 1928 | 1940 | 1951 | 1961 | 1971 | 1981 | 1991 | 2001 | 2011 | 2021 |
| --------- | ---- | ---- | ---- | ---- | ---- | ---- | ---- | ---- | ---- | ---- | ---- | ---- |
| Население | 195  | 175  | 248  | 211  | 203  | 194  | 72   |      |      |      |      |      |